# 王牌大賤諜 (電影)
是一部1997年的美國喜劇電影，由傑·洛奇執導，本片是整個電影系列的第一部作品。劇情以1960年代早期數部007電影改寫反諷及誇大化。本片的監製和編劇麥克·邁爾斯主演，他飾演奧斯汀·鮑爾和邪惡博士（鮑爾的主要敵人）。其他演員有伊麗莎白·赫莉、羅拔·韋納、賽斯·葛林和麥可·約克。
票房極佳，陸續有兩部續集《凸務之王》（1999年）和《凸務之王決戰金大支》（2002年）。
在《凸務之王決戰金大支》之後的幾年裡，邁爾斯討論了「第四部電影」的可能性。

## 故事大綱
1967年，英國間諜奧斯汀·鮑爾在倫敦一家夜總會挫敗了他的死對頭邪惡博士的暗殺企圖。邪惡博士乘坐火箭逃到太空，並在低溫下凍結了自己。奧斯汀自願地被置於冷凍狀態，以防邪惡博士將來返回。
三十年後，邪惡博士回來發現他的心腹「二號」已經將邪惡帝國的合法陣線維托康公司（Virtucon）發展成一個價值數十億美元的企業。對商業不感興趣的邪惡博士密謀竊取核武器並以一百萬美元的價格劫持世界人質。當他得知美元的價值因通貨膨脹而下跌時，他將需求增加到一千億美元。邪惡博士還了解到，在他缺席期間，他的同事使用他冷凍的精液人工創造了他的兒子史考特·邪惡（Scott Evil）。現在的他是X世代的少年，史考特對父親的缺席感到不滿，並拒絕與他親近的嘗試。
得知邪惡博士回歸後，英國國防部解凍了鮑爾，在他1960年代搭檔肯辛頓夫人（Mrs. Kensington）的女兒凡妮莎·肯辛頓（Vanessa Kensington）特工的幫助下，讓他適應了1990年代。鮑爾和肯辛頓假扮已婚夫婦，追踪二號前往拉斯維加斯，並會見了他的意大利秘書郝朵·茵道（Alotta Fagina）。鮑爾潛入茵道的頂層套房，發現邪惡博士計劃將核彈頭鑽入地球核心並引發全球火山爆發。茵道發現了鮑爾並引誘他了解他的身份。邪惡博士和他的隨行人員通過創造一系列母機器人（Fembots）密謀擊敗鮑爾：美麗的母機器人，胸部藏有槍支。
鮑爾和肯辛頓潛入維托康總部，但被邪惡博士的手下隨機任務逮捕。與此同時，聯合國同意了邪惡博士的要求，但他仍然繼續他的計劃。鮑爾和肯辛頓逃脫了邪惡博士的死亡陷阱，肯辛頓被派去尋求幫助。在尋找邪惡博士時，鮑爾遇到了母機器人；鮑爾用脫衣舞引誘她們，讓她們爆炸。
英國軍隊突襲了地下巢穴，而鮑爾停用了世界末日裝置。鮑爾與邪惡博士對質，但茵道抵達時挾持肯辛頓人質。他們被二號打斷，他試圖通過與鮑爾達成交易來背叛邪惡博士。邪惡博士使用活板門消滅了二號，然後啟動了基地的自毀機制並逃脫了。鮑爾和肯辛頓逃離，核爆炸摧毀了巢穴。
鮑爾和肯辛頓結婚了。在度蜜月期間，鮑爾會受到瑣碎雜物（Random Task）的攻擊。鮑爾用一個陽具增大器制服了他，他之前聲稱那不是他的，讓肯辛頓把他打昏。這對新婚夫婦在陽台上休息。在星空中，鮑爾發現了邪惡博士的冰凍室，他發誓要復仇。

## 演員
- 麥克·邁爾斯 飾 奧斯汀·鮑爾（英语：Austin Powers (character)）和邪惡博士
- 伊麗莎白·赫莉 飾 凡妮莎·肯辛頓
- 羅拔·韋納 飾 二號（英语：Number 2 (Austin Powers)）
- 賽斯·葛林 飾 史考特·邪惡
- 明迪·斯特林（英语：Mindy Sterling） 飾 佛·法比西娜（英语：Frau Farbissina）
- 麥可·約克 飾 巴席爾·愛波斯遜（Basil Exposition）
- 法比亞娜·尤汀尼歐（英语：Fabiana Udenio） 飾 郝朵·茵道（Alotta Fagina）
- 韋·費路 飾 穆斯法塔（Mustafa）
- 咪咪·羅傑斯 飾 肯辛頓夫人（Mrs. Kensington）
- 喬・桑（英语：Joe Son） 飾 瑣碎雜物（Random Task）
- 保羅·狄龍（英语：Paul Dillon） 飾 派迪·奧布萊恩（Patty O'Brien）
- 查理斯·納皮爾（英语：Charles Napier (actor)） 飾 吉爾摩指揮官（Commander Gilmour）

## 製作

### 靈感
麥克·邁爾斯為20世紀60年代的人造搖滾樂隊“Ming Tea”塑造了奧斯汀·鮑爾這個角色。邁爾斯在20世紀90年代初的《週六夜現場》演出後，與馬修·史威特和蘇珊娜·霍夫斯一起開始了這個角色。邁爾斯說，這部電影和這個角色的靈感來自英國電影，20世紀60年代和70年代的音樂和喜劇是他父親從小介紹給他的。“1991年我父親去世後，我評估了他對我個人的影響，以及他對我的喜劇影響。因此，奧斯汀·鮑爾向我父親致敬，他『向我介紹』詹姆士·龐德、彼得·塞勒斯、披頭四樂隊、超級三人行、彼得·庫克和杜德利·摩爾。”達娜·卡維與邁爾斯在《週六夜現場》和《反斗智多星》電影中的長期合作者，覺得邪惡博士的角色是從卡維對長期擔任夜現場執行製片人的洛恩·邁克爾斯的印象中複製過來的，對此感到不滿。

### 選角
邁爾斯尋求金凱瑞扮演邪惡博士，因為他最初的計劃不是在系列中扮演多個角色。凱瑞對這個角色很感興趣，但由於與電影《王牌大騙子》的日程安排衝突，不得不拒絕這個角色。
由於60年代對他的童年產生了很大影響，邁爾斯讓勞勃·韋納和麥可·約克這兩個60年代後期家喻戶曉的名字擔任關鍵配角。這部電影的流行重振了韋納和約克的職業生涯。邁爾斯稱瓦格納為“我認識的最酷的人”，稱約克為“我認識的最優雅的人”。雷婭·珀爾曼正在洽談扮演佛法比西娜夫人的角色，但在時間安排上有衝突。她一直後悔拒絕這部電影。
邁爾斯估計30～40%的電影是即興創作的。拍攝地點包括里維埃拉酒店和賭場和拉斯維加斯大道的星塵度假村和賭場。

### 瑣事
影片製作過程中，特納廣播公司（新線影業的母公司）於1996年10月被時代華納收購。它是為數不多的新線影院電影之一。1997年在徽標底部有一個特納署名。

## 發行
《王牌大贱谍》發行到區域1雙面DVD，在光盤的兩側有寬屏和全屏版本。寬屏傳輸不尋常，因為它是影院比例的修改版本：儘管以2.39:1的長寬比拍攝，但在DVD上以2:1的比例呈現，根據光盤包裝，“由導演指定”。這部電影首次以正確的影院寬高比在《王牌大贱谍：典藏版》中以藍光發行。
在家庭影片（包括 VHS）上發布的所有版本的電影都有兩個交替的結局和一組刪除的場景。DVD和藍光版本還帶有評論。然而，這部電影的所有美國版本都是PG-13剪輯版，對性暗示/幽默/用語進行了編輯。國際版本未刪減。

## 衍生
司法部在他們的官方網站上透露，每週他們都有一個人想要將他們的中間名更改為“危險”——聲稱這是受到啟發在《神秘人》Man of Mystery 中的那句台詞中，“危險是我的中間名！，"Danger is my middle name!"”。然而，這句話在電影上映之前已經流行了很多年：它可以在詹姆斯·沃勒斯坦（James Wallerstein）的《仙人掌野猫》The Cactus Wildcat 和E.B.懷特的《天鹅的號角》中找到。
自2006年以來一直在銀幕上扮演詹姆斯·龐德的丹尼爾·克雷格認為奧斯汀·鮑爾的系列電影在後來的龐德電影中具有相對嚴肅的基調：“我們必須摧毀神話，因為麥克·邁爾斯『欺騙了』我們”，克雷格在2014年的一次採訪中說，這使得奧斯汀·鮑爾諷刺的早期邦德電影的噱頭“不可能”上演。

## 反响
《王牌大贱谍》獲得正面評價。根據63條評論，這部電影在爛番茄上獲得了71%的支持率，平均評分為6.4/10。該網站的評論一致認為，“一部輕鬆搞笑的喜劇，主要歸功於邁爾斯的表演和編劇。”這部電影以950萬美元的票房排名第二。《Time Out New York》影評人安德魯·約翰斯頓評論道：“這部電影最大的資產是它溫和的基調：拒絕裸槍式模仿的自鳴得意的玩世不恭，它永遠不會失去迷幻時代的認真天真。”

## 原声带
| 曲序     | 曲目                               | Performer(s)                  | 时长  |
| -------- | ---------------------------------- | ----------------------------- | ----- |
| 1.       | The Magic Piper (Of Love)          | Edwyn Collins                 | 3:50  |
| 2.       | BBC                                | Ming Tea                      | 2:06  |
| 3.       | Incense And Peppermints            | Strawberry Alarm Clock        | 2:48  |
| 4.       | Carnival                           | 羊毛衫樂隊（英語：The Cardigans）          | 3:38  |
| 5.       | Mas Que Nada                       | Sergio Mendes & Brasil        | 2:40  |
| 6.       | Female Of The Species (Fembot Mix) | Space                         | 3:09  |
| 7.       | You Showed Me                      | Lightning Seeds               | 4:07  |
| 8.       | Soul Bossa Nova                    | Quincy Jones & Orchestra      | 2:45  |
| 9.       | These Days                         | Luxury                        | 3:12  |
| 10.      | Austin's Theme                     | James Taylor Quartet          | 3:39  |
| 11.      | I Touch Mysel                      | Divinyls                      | 3:47  |
| 12.      | Call Me                            | Mike Flowers Pops             | 2:52  |
| 13.      | The Look Of Love                   | Susanna Hoffs                 | 3:45  |
| 14.      | What The World Needs Now Is Love   | Burt Bacharach And The Posies | 3:57  |
| 15.      | The Book Lovers                    | Broadcast                     | 3:33  |
| 16.      | Austin Powers                      | Wondermints                   | 2:46  |
| 17.      | The Shag-Adelic                    | Austin Powers Score Medley    | 4:49  |
| 总时长： | 总时长：                           | 总时长：                      | 57:23 |

来源：

## 外部連結
- 互联网电影数据库（IMDb）上《王牌大賤諜》的资料（英文）
- 豆瓣电影上《王牌大賤諜》的資料 （简体中文）
- 爛番茄上《王牌大賤諜》的資料（英文）